# Ted DiBiase
Theodore Marvin "Ted" DiBiase Sr. (n. 5 ianuarie 1954) este un wrestler profesionist, comentator de wrestling și manager de wrestling retras din activitate. Este cel mai bine cunoscut din perioada în care a lucrat pentru WWF ca "Omul Milionului de Dolari" (engl.Million Dollar Man) Ted DiBiase. A câștigat turneul WWF King of the Ring în 1988. De asemenea, deoarece nu a ajuns niciodată campion mondial în WWF, el și-a creat propria centură, Million Dollar Championship, nerecunoscută însă de WWE. Este foarte cunoscut și pentru râsul său diabolic.

## Începuturile vieții
DiBiase este fiul lui Helen Hild și fiul adoptiv al wrestlerului "Iron" Mike DiBiase. Tatăl său vitreg a murit când Ted avea 15 ani, Harley Race încercând, fără succes, să-l țină în viață. Din acest motiv, mama lui a căzut în depresie și alcoolism, iar Ted a fost trimis să locuiască cu bunicii săi în Willcox, Arizona. Este absolvent al Liceului din Willcox și al Universității de Stat din Vestul Texasului.

## Cariera de wrestler profesionist

### Mid-South Wrestling (1975-1979)
Ted DiBiase a fost antrenat de Dory Funk Jr. și Terry Funk. Și-a făcut debutul în iunie 1975 în Mid-South Wrestling, unde a luptat 4 ani.

### World Wrestling Federation (1979)
Ted DiBiase a evoluat pentru puțin timp și în noua federație a lui Vince McMahon, World Wrestling Federation, unde i-a fost înmânat titlul Nord-American. Oricum, DiBiase a fost înfrânt de Pat Patterson, care a unit centura cu cea Sud-Americană, devenind primul campion intercontinental.

### Întoarcerea în WWF (1987-1996)
DiBiase s-a întors în WWF, unde i s-a atribuit gimmick-ul de "Million Dollar Man". A avut multe feud-uri, cu wrestleri ca Jake "The Snake" Roberts sau Hulk Hogan. De asemenea, este cunoscut pentru că a încercat să cumpere centura WWF de la André the Giant, care i-a înmânat-o, însă WWF nu-l recunoaște pe DiBiase ca un campion mondial. De asemenea, a format o echipă, numită Money,Inc.' (Bani SRL), cu Irvin R. Schyster (IRS), cu care a deținut trei titluri la echipe.

### World Championship Wrestling (1996-1998)
Ted DiBiase a intrat în nWo, devenind al patrulea membru după Scott Hall, Kevin Nash și fostul inamic Hulk Hogan. Totuși, el a ieșit din nWo, ajutându-i pe frații Steiner să-i învingă pe Nash&co.

### Apariții part-time în WWE (2009-prezent)
Ted DiBiase a fost Guest Host pentru Raw pe 6 iulie. El l-a trimis pe fiul său, Ted Jr., într-un meci cu Randy Orton, pe care acesta l-a pierdut. Ted Jr. l-a acuzat pe tatăl său că vrea să-i "fure" gloria, chiar dându-i o palmă peste față. Mai târziu în acea seară, DiBiase a planificat meciul pentru centura WWE de la Night of Champions, dintre Randy Orton, John Cena și Triple H.

## În wrestling
- Manevre de final și manevre semnătură
  - Diving elbow drop de pe a doua coardă
  - Figure four leglock - MSW
  - Million Dollar Dream - Cobra clutch
  - Backbreaker
  - Gory special
  - Gutwrench suplex